# Emmanuel Ullmo

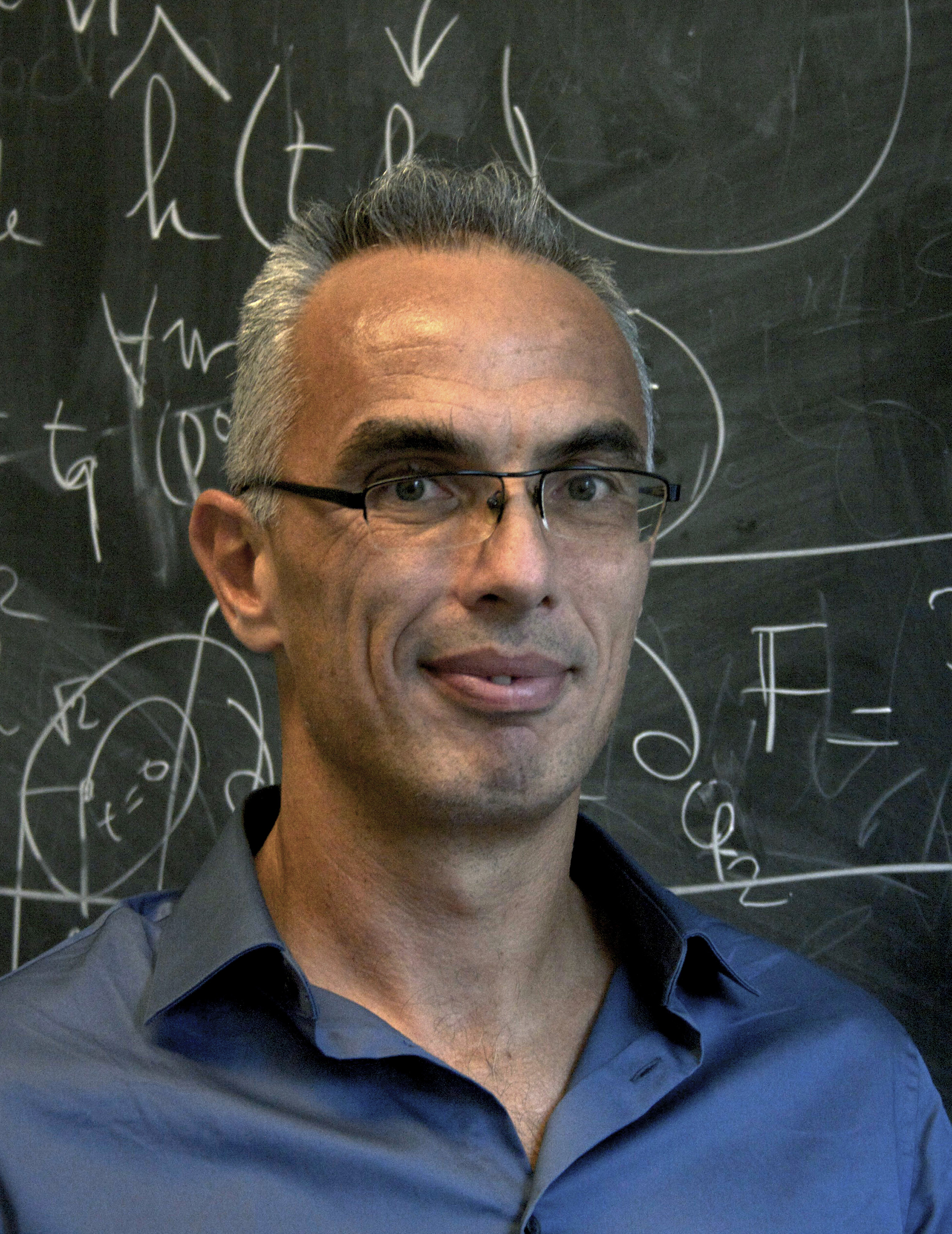
Emmanuel Ullmo

Emmanuel Ullmo (* 25. Juni 1965 in Paris) ist ein französischer Mathematiker, der sich mit Zahlentheorie und arithmetischer algebraischer Geometrie beschäftigt.
Ullmo studierte 1985 bis 1989 an der École normale supérieure de Cachan und wurde 1993 bei Lucien Szpiro an der Universität Paris-Süd (Universität Paris-XI) in Orsay promoviert (Points entiers points de torsions des surfaces arithmétiques). Ab 1993 war er Maître de conférences in Orsay und 1997 erfolgt die Habilitation. Er ist seit 2001 Professor an der Universität Paris-Süd. 2007 bis 2010 stand er der Mathematikfakultät vor und 2002 bis 2006 war er im wissenschaftlichen Rat des Centre Émile Borel.
Seit September 2013 ist er als Nachfolger von Jean-Pierre Bourguignon Direktor des IHES.
Er war anderthalb Jahre 1991/92 Gastwissenschaftler am IMPA in Rio de Janeiro, zwei Jahre an der Princeton University (1999 bis 2001 als Assistant Professor) und ein halbes Jahr 2005 an der Universität Tsinghua. 2003 bis 2008 war er Junior-Mitglied des Institut Universitaire de France.
1998 bewies er eine Vermutung von Fjodor Alexejewitsch Bogomolow, die die Manin-Mumford-Vermutung verallgemeinert und die besagt, dass für eine Kurve C über einem Zahlkörper K vom Geschlecht {\displaystyle g\geq 2} und deren Einbettung X in ihre Jacobi-Varietät J über K die Anzahl der Punkte in X über K mit beschränkter Néron-Tate-Höhe auf J endlich ist. Unabhängig bewies diese zur gleichen Zeit Shou-Wu Zhang (genauer bewies dieser eine Verallgemeinerung der Bogomolov-Vermutung).
Er befasst sich auch mit Shimura-Varietäten, Modulformen und automorphen Formen, Arakelov-Geometrie und Anwendungen der Ergodentheorie in der Zahlentheorie, zum Beispiel Gleichverteilungsfragen von Punkten kleiner Höhe in abelschen Varietäten, Hecke-Punkten und CM- (Complex Multiplication) Punkten in Shimura-Varietäten. Mit Andrei Yafaev und Bruno Klingler bewies er 2006 die André-Oort-Vermutung über Untervarietäten von Shimura-Varietäten unter Voraussetzung der verallgemeinerten Riemannvermutung.
2002 war er ein Invited Speaker auf dem Internationalen Mathematikerkongress in Peking (Théorie Ergodique et Géometrie Arithmetique). 2006 erhielt er den Prix Élie Cartan der französischen Akademie der Wissenschaften.
Seit 2006 ist er Mitherausgeber und seit 2008 Co-Managing Editor von Inventiones Mathematicae und er ist Mitherausgeber von Panoramas et Synthèses der SMF. 2014 wurde er zum Mitglied der Academia Europaea gewählt.